# Murakami (imperador)
Imperador Murakami (村上天皇, Murakami-tennō, 14 de julho de 926 — 5 de julho de 967) foi o 62º Imperador do Japão, na lista tradicional de sucessão.

## Vida
Antes de sua ascensão ao trono do crisântemo , seu nome pessoal era Nariakira-shinnō. Foi o décimo quarto filho do Imperador Daigo e meio-irmão mais novo do Imperador Suzaku. O Príncipe Nariakira foi nomeado Príncipe Herdeiro em 944, e subiu ao trono em 946 aos 20 anos de idade, depois de Suzaku ter abdicado. Sendo nomeado Imperador Murakami, reinou até 967.
O tio materno de Murakami, Fujiwara no Tadahira, atuou como Sesshō (regente) até sua morte em 949. Depois de  Tadahira, não houve regentes, mas apesar de alguns eruditos acreditarem que Murakami governou diretamente, o Clã Fujiwara manteve o poder através de Fujiwara no Saneyori e Fujiwara no Morosuke, que governavam de fato o país.
Em 951, o Imperador ordena a compilação da antologia poética Gosen Wakashū, organizada pelos Cinco Homens da Câmara da Pera (梨壺の五人, Nashitsubo no gonin) sob o patrocínio do Imperador.
Em 960, o Palácio Imperial sofre seu primeiro grande incêndio, desde que capital mudou-se de Nara para Heian-kyō (atual Quioto) em 794.
O Imperador Murakami foi um dos difusores da cultura no Período Heian. Tocava bem a flauta e o koto (arpa japonesa).
Em 967 falece repentinamente aos 40 anos de idade e foi sucedido pelo Imperador Reizei.
O Imperador Murakami é tradicionalmente venerado em um memorial no santuário xintoísta em Quioto. A Agência da Casa Imperial designa este local como Mausoléu de Murakami. E é oficialmente chamado Murakami no misasagi.

## Daijō-kan
- Kanpaku, Fujiwara no Tadahira
- Daijō Daijin, Fujiwara no Tadahira
- Sadaijin,  Ono-no-Miya Fujiwara no Saneyori
- Udaijin, Fujiwara no Saneyori
- Udaijin, Fujiwara no Morosuke
- Udaijin, Fujiwara no Akitada
- Udaijin, Minamoto no Takaakira